# 大田敦子
大田 敦子（おおた あつこ、1993年5月11日- ）は、日本の女性声優、MC、ナレーター。神奈川県出身。ゆーりんプロ所属。

## 経歴
2018年、アプリゲーム「ゴシックは魔法乙女～さっさと契約しなさい！～」のコロナ役でデビュー。

## 出演
太字はメインキャラクター。

### アニメ
- Anima Cars（バットフライ、ビッキー）

### ゲーム
- SCHOLAR’S MATE（ジュディス）[3][4]
- ゴシックは魔法乙女～さっさと契約しなさい！～（コロナ）
- 僕の彼女は人魚姫！？Refine（母上）[5]
- 狐が僕を待っている花（クモ型の法器）[6][7][8][9]
- 螢幕判官 Behind The Screen＆落雨落葉 Defoliation（オババ）[10][11]

### MC
- ジャンプビクトリーカーニバル
- ジャンプフェスタ
- 東京おもちゃショー
- Japan Mobility Show（旧 東京モーターショー）
- アプリゲーム「ゴシックは魔法乙女」リリース10周年記念ファンミーティング「10周年記念！ゴシックは魔法乙女ファンミーティング～じゅ～ぶんに祝って、語って、10年分の愛と弾幕大放出～」 スペシャルステージ[12][13][14]

### ナレーション
- YOUテレビ「横浜ミストリー」
- 神奈川県不動産鑑定士協会TVCM